# Star Ship
Pour les articles homonymes, voir Starship.
Star Ship est un jeu vidéo de combat spatial développé et édité par Atari Inc., sorti en 1977 sur Atari 2600.
La version rééditée par Telegames se nomme Outer Space.

## Accueil
- Video : 4/10[1]